# Wapen van Het Bildt

Wapen van Het Bildt

Het wapen van Het Bildt is het gemeentelijke wapen van de voormalige Friese gemeente Het Bildt. De beschrijving luidt: 
"Van lazuur beladen met drie aschgrauwe zeehorens in eene leggende rigting, paalsgewijze geplaatst, uit dewelk komen korenairen in natuurlijke kleur. Het schild gedekt met een kroon van goud."

## Geschiedenis
De oorsprong van het wapen ligt in de 17e eeuw. De oudere zegels tonen omgewende hoorns met de korenschoof achter de hoorn. Het ontwerp symboliseert de ontstaansgeschiedenis van de gemeente. Door de bedijking van slikken en schorren ontstond het grondgebied van de gemeente. Op dat grondgebied werden drie dorpen (Sint Annaparochie, Sint Jacobiparochie en Vrouwenparochie) gesticht. De kleur blauw symboliseert de zee, de drie dorpen in het aantal van drie hoorns, het resultaat van menselijke inspanningen/vruchtbaarheid van de grond door de aren. De beschrijving meldt niets over het soort kroon waarmee het schild gedekt zou moeten zijn, ondanks dat er vrij veel historische tekeningen voorhanden zijn waaruit blijkt dat het een markiezenkroon met vijf fleurons moet zijn. Historische afbeeldingen tonen de hoorns veelal een halve slag omgewend, waardoor de speculatie ontstaat dat het mistekeningen zijn van de zogenaamde Sint Jacobsschelpen. Sint Jacobiparochie was vanouds het bestuurlijk centrum van de inpoldering, hetgeen de vermoedens aan een oorspronkelijke vorm van de Sint-Jacobsschelpen doet versterken. Het wapen is in haar huidige vorm niet compleet, in oude afbeeldingen is ook een korenschoof opkomende van achter de kroon geplaatst.
De gemeente werd bevestigd met het wapen bij besluit van de Hoge Raad van Adel van 25 maart 1818. 
Per 1 januari 2018 is de gemeente Het Bildt opgegaan in de nieuwe gemeente Waadhoeke. Het gemeentewapen van Het Bildt is hierdoor komen te vervallen. Op 23 januari 2020 heeft de gemeenteraad van Waadhoeke besloten dat wapen en vlag een tweede leven gaan krijgen als dorpswapen- en vlag voor het dorp en de streek.

## Afbeeldingen

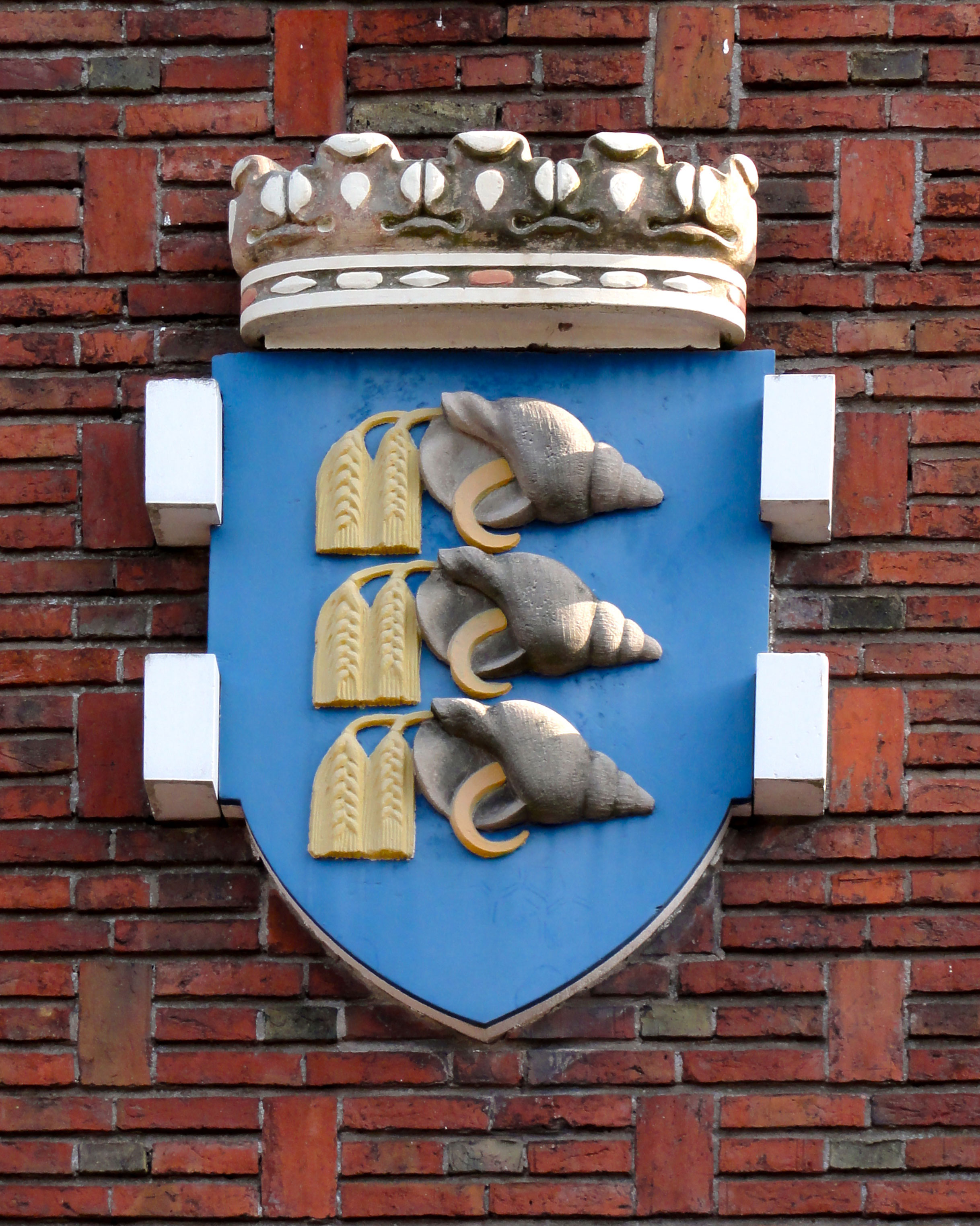
Wapen in het gemeentehuis te Sint-Annaparochie

## Verwante wapens

Het wapen van Zeewerend waterschap De Bildtpollen
Het wapen van Het Nieuw Bildt
Het wapen van Het Oude Bildt

Aengwirden
· Baarderadeel
· Barradeel
· Het Bildt
· Bolsward
· Boornsterhem
· Dokkum
· Dongeradeel
· Doniawerstal
· Ferwerderadeel
· Franeker
· Franekeradeel
· Gaasterland
· Gaasterland-Sloten
· Haskerland
· Hemelumer Oldeferd
· Hennaarderadeel
· Hindeloopen
· Idaarderadeel
· IJlst
· Kollumerland en Nieuwkruisland
· Leeuwarderadeel 
· Lemsterland
· Littenseradeel
· Menaldumadeel
· Nijefurd
· Oostdongeradeel
· Rauwerderhem
· Schoterland
· Skarsterlân
· Sloten
· Sneek
· Stavoren
· Utingeradeel
· Westdongeradeel
· Wonseradeel
· Workum
· Wymbritseradeel